# Malteser International

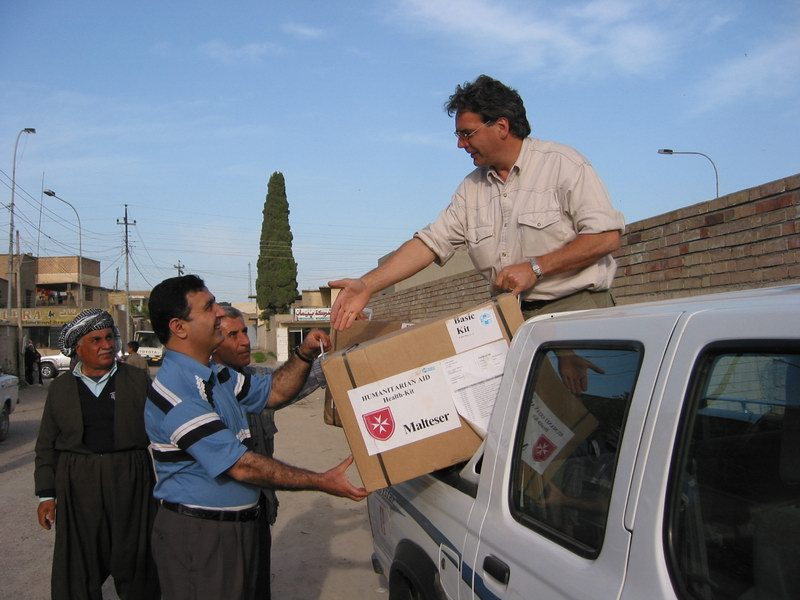
Humanitäre Hilfe im Irak

Malteser International ist seit 2005 das weltweite Hilfswerk des Souveränen Malteserordens für humanitäre Hilfe und seit dem 1. Januar 2013 ein eingetragener Verein.
Die Nichtregierungsorganisation mit Sitz in Köln ist mit jährlich rund 100 Projekten in mehr als 20 Ländern Afrikas, Asiens, Amerikas und Europas tätig und hat Regionalverbände in Europa und den USA.

## Geschichte
Die Organisation ist aus dem deutschen Malteser Hilfsdienst e. V. und dessen Abteilung Auslandsdienst hervorgegangen. Vorläufer war ECOM (Emergency Corps of the Order of Malta), 1992 durch den Souveränen Malteserorden aus dem deutschen Auslandsdienst und mehreren weiteren nationalen Assoziationen des Malteserordens gegründet. Der Auftrag von ECOM war es, nach Naturkatastrophen oder in sonstigen Krisensituationen wie beispielsweise im Jahr 1999 im Kosovo oder 2003 nach dem Erdbeben in Bam (Iran) Hilfe zu leisten. Nach dem Tsunami 2004 in Süd- und Südost-Asien wurde Malteser International 2005 als das internationale Hilfswerk des Malteserordens für humanitäre Hilfe gegründet. Die Aufgaben gehen über den Bereich der Nothilfe im Katastrophenfall hinaus, denn Malteser International unterstützt auch den Wiederaufbau hin zu einer nachhaltigen Entwicklung. Schwerpunkte der Arbeit von Malteser International sind die Themen Gesundheit, Wasser-/Sanitärversorgung und Hygiene (WASH), Ernährung sowie die Katastrophenvorsorge.
Einsätze:
- 1956: Flüchtlingshilfe an der österreichisch-ungarischen Grenze
- 1966–1975: Flüchtlingshilfe Vietnam
- Seit 1979: Flüchtlingshilfe in Thailand (für Flüchtlinge aus Nachbarländern)
- Seit 1980: Hilfsgütertransporte nach Mittel- und Osteuropa
- 1989: Humanitäre Hilfe für ostdeutsche Flüchtlinge in Budapest
- 1994–1996: Ruandahilfe
- 1999: Hilfe nach der Kosovokrise
- Seit 2001: Not- und Wiederaufbauhilfen in Myanmar
- 2004: Flüchtlingshilfe in Darfur, Sudan
- 2005: Tsunamihilfe in Süd- und Südost-Asien
- 2010: Erdbebenhilfe in Haiti und Chile, Fluthilfe in Pakistan
- 2011: Erdbebenhilfe in Japan, Dürrehilfe in Nordkenia
- 2012: Nothilfe für syrische Flüchtlinge und Vertriebene, Nothilfe nach Hurrikane Isaac und Sandy auf Haiti
- 2013: Nothilfe nach Hochwasser in Deutschland und Taifun Haiyan auf den Philippinen
- 2014: Flüchtlingshilfe im Südsudan, Nothilfe für Vertriebene im Nordirak
- 2015: Erdbebenhilfe in Nepal, Flüchtlingshilfe Nahost
- 2016: Nothilfe Syrien und im Südsudan
- 2022: Erdbebenhilfe in Afghanistan
- 2023: Erdbebenhilfe in Syrien und der Türkei[3]

## Werte und ethische Prinzipien
Malteser International leistet Hilfe für Menschen in Not, unabhängig von deren Religion, Herkunft oder politischer Überzeugung. Die christlichen Werte und die humanitären Prinzipien der Unparteilichkeit und Unabhängigkeit bilden die Grundlage der Arbeit. Malteser International arbeitet als katholische Hilfsorganisation auch in nicht christlich geprägten Ländern und beschäftigt daher auch Mitarbeiter mit anderem religiösen Hintergrund. Die Organisation arbeitet zu rund 90 Prozent mit lokalen Mitarbeitern sowie mit lokalen Partnerorganisationen und kirchlichen Strukturen vor Ort zusammen. Malteser International hat sich zur Einhaltung nationaler und internationaler Codes und Standards verpflichtet. Hierzu zählen beispielsweise der „Core Humanitarian Standard on Quality and Accountability“, der „Code of Conduct“ (Principles of Conduct for the International Red Cross and Red Crescent Movement and NGOs in Disaster Response Programmes) oder das „Sphere Project“.

## Organisation und Struktur
27 Assoziationen und Priorate des Malteserordens sind zurzeit Mitglied des Malteser International e. V. Als assoziierte Mitglieder gehören dem Verein die beiden Regionalverbände in Europa und Amerika an. Mit dem Präsidium, dem Großhospitalier des Malteserordens, dem Geistlichen Beirat, dem Generalsekretär und seiner Stellvertretung bilden sie die Mitgliederversammlung, das höchste Entscheidungsgremium des Vereins. Der hauptamtliche Generalsekretär leitet das Generalsekretariat des Vereins und ist verantwortlich für das operative Management im Rahmen des Budgets und der Strategie von Malteser International. Seit 2020 ist Clemens Graf von Mirbach-Harff Generalsekretär von Malteser International.

## Präsidenten
- 2005–2011 Nicolas de Cock de Rameyen
- 2011–2012 Johannes Freiherr Heereman
- seit 2012 Thierry de Beaumont-Beynac

## Netzwerke und Mitgliedschaften
Malteser International ist Mitglied in mehreren Aktionsbündnissen, darunter
- Aktion Deutschland Hilft
- WHO Global Health Cluster
- People in Aid
- VENRO
- VOICE
- WASH-Netzwerk
- Koordinierungsausschuss für Humanitäre Hilfe des deutschen Auswärtiges Amt (KANK)
- Disability inclusive DRR Network

## Zahlen 2015
Ausgaben: 36,2 Millionen Euro, davon Ausgaben für:
- Afrika: 8 Mio. €
- Amerika: 1,8 Mio. €
- Asien: 18,5 Mio. €
- Europa: 2 Mio. €
- Steuerungs- und Verwaltungskosten: 2,4 Mio. €

Schwerpunkte 2015:
- Flüchtlingshilfe Nahost in Syrien, der Türkei, im Libanon und Irak
- Nothilfe und Wiederaufbau nach dem Erdbeben in Nepal
- Hilfe für Vertriebene und Flüchtlinge im Südsudan und in Uganda
- Programme zur Gesundheitsversorgung in der DR Kongo
- Nothilfe, Wiederaufbau sozialer Infrastruktur, Basisgesundheitsversorgung und Katastrophenvorsorge in Myanmar
- Katastrophenvorsorge, Hygieneaufklärung und Ernährungssicherung in Haiti
- Hilfe für mehrfach Vertriebene in Kolumbien
- Hochwasserhilfe Deutschland